# Jason Steele
Jason Steele (Newton Aycliffe, 18 agosto 1990) è un calciatore inglese, portiere del Brighton.

## Statistiche

### Presenze e reti nei club
Statistiche aggiornate al 27 ottobre 2023.
| Stagione        | Squadra         | Campionato      | Campionato | Campionato | Coppe nazionali | Coppe nazionali | Coppe nazionali | Coppe continentali | Coppe continentali | Coppe continentali | Altre coppe | Altre coppe | Altre coppe | Totale | Totale |
| Stagione        | Squadra         | Comp            | Pres       | Reti       | Comp            | Pres            | Reti            | Comp               | Pres               | Reti               | Comp        | Pres        | Reti        | Pres   | Reti   |
| --------------- | --------------- | --------------- | ---------- | ---------- | --------------- | --------------- | --------------- | ------------------ | ------------------ | ------------------ | ----------- | ----------- | ----------- | ------ | ------ |
| 2018-2019       | Brighton        | PL              | 0          | 0          | FACup+CdL       | 1+0             | -1              | -                  | -                  | -                  | -           | -           | -           | 1      | -1     |
| 2019-2020       | Brighton        | PL              | 0          | 0          | FACup+CdL       | 0               | 0               | -                  | -                  | -                  | -           | -           | -           | 0      | 0      |
| 2020-2021       | Brighton        | PL              | 0          | 0          | FACup+CdL       | 1+3             | -1 + -3         | -                  | -                  | -                  | -           | -           | -           | 4      | -4     |
| 2021-2022       | Brighton        | PL              | 1          | -2         | FACup+CdL       | 0+3             | -2              | -                  | -                  | -                  | -           | -           | -           | 4      | -4     |
| 2022-2023       | Brighton        | PL              | 15         | -23        | FACup+CdL       | 3+3             | -2 + -1         | -                  | -                  | -                  | -           | -           | -           | 21     | -26    |
| 2023-2024       | Brighton        | PL              | 5          | -11        | FACup+CdL       | 0+0             | 0+0             | UEL                | 3                  | -5                 | -           | -           | -           | 8      | -16    |
| Totale carriera | Totale carriera | Totale carriera | 21         | -35        |                 | 14              | -10             |                    | 3                  | -5                 |             | -           | -           | 38     | -50    |